# Palestro
Palestro là một đô thị ở tỉnh Pavia của Ý. Đô thị này có diện tích 18  km², dân số 2014 người.
Làng trự thuộc: Pizzarosto
Các đô thị giáp ranh: Confienza, Pezzana (VC), Prarolo (VC), Robbio, Rosasco, Vercelli (VC), Vinzaglio (NO).